# Macaq
Pour l’article ayant un titre homophone, voir Macaque.

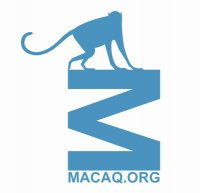
Visuel de l'Association Macaq

L’association Macaq (Mouvement d’Animation Culturelle et Artistique de Quartier) est un mouvement d'animation culturelle basé dans le 17e arrondissement de Paris.
Macaq veut fédérer les énergies locales autour d’événements et d'activités pour créer du lien social et des solidarités de proximité, en particulier en direction de la jeunesse. Les pratiques comptables de l'association ont été pointées du doigt à plusieurs reprises par la presse.

## Historique
L'association Macaq est créée en 2001 dans le 17e arrondissement de Paris. L'association s'installe à ses débuts dans une boutique abandonnée de la rue Lemercier, offrant ainsi un premier espace d'accueil aux habitants du 17e arrondissement de Paris. Julien Boucher, un des fondateurs de Macaq devient conseiller municipal PS du 17e arrondissement de Paris. Bertrand Delanoë affirme le connaître « quasiment depuis qu’il est né ».
Après l'occupation de plusieurs locaux dans le quartier dont l'immeuble du 110 rue de La Jonquière baptisé 17e parallèle qui voit l'essor de l'association et de son projet, l'association Macaq se voit offrir en 2007 par la Mairie de Paris un espace inoccupé rue de Tocqueville lui permettant ainsi de bénéficier d'un lieu officiel ouvert aux habitants et associations parisiennes. Il prend fin en mars 2012.
L'association créée en 2009 une ferme pédagogique et un site « agri-culturel » au cœur du Parc Régional de la Butte Pinson dans le Val d'Oise[réf. nécessaire].  Elle organise le « Carnaval de Paris » depuis 2002[réf. nécessaire]. Elle organise également des activités d'insertion sociale et professionnelle pour des personnes en difficultés[réf. nécessaire]. L'association gère aussi un restaurant associatif permanent, des vide-greniers et des ateliers de numérique.

## Critiques
Le 18 août 2011, Macaq est accusée par le quotidien Libération de pratiques douteuses comme la sous-location illégale de squats de 2007 à 2009,
L'association a reçu une subvention de 12 500 € du conseil régional en 2008.»[réf. nécessaire]
Le journal Libération révèle que depuis 2008 l'association reçoit une dotation annuelle d'environ 30 000 euros de la ville de Paris.
Au total pour 2010 en ajoutant les diverses subventions, municipales, régionales, nationales et exonérations diverses on arrive à 328 653 €.
À la suite du rapport de l’inspection générale de la Ville de Paris, Bertrand Delanoë annonce sa volonté de retirer ses aides à l'association Macaq. En effet le rapport « relève des dysfonctionnements importants: procédures comptables et financières approximatives, absence de commissaire aux comptes, problèmes de paiement des redevances dues au titre de l’occupation de locaux de la Ville ». « À cela s’ajoutent des pratiques répétées de sous-location, absolument contraires aux termes des conventions d’occupation signées avec la Ville ou d’autres acteurs», souligne la mairie. L'association a perdu son siège. Aucun enrichissement personnel n'a été constaté.
La Ville de Paris achète également des prestations à l'association. Ainsi, selon l'inspection générale, le Conseil de Paris aurait autorisé, en décembre 2010, Bertrand Delanoë à signer avec l'association un marché de prestations de services pour la gestion du centre d'animation Masséna, dans le XIIIe arrondissement[réf. nécessaire]. « Le montant nominal de ce marché a été fixé à 2 091 580 euros pour la période allant du 1er janvier 2011 au 31 août 2014 »[réf. nécessaire]. À la suite des rapports, la Ville de Paris fait savoir, en juin 2011, qu'elle résille le contrat de gestion du centre d'animation. Le dossier est envoyé au procureur de la République. En février 2013, le quotidien Libération est condamné pour diffamation et ne fait pas appel. Le tribunal correctionnel reconnaît le caractère mensonger des accusations portées contre MACAQ et son directeur, Julien Boucher.[réf. nécessaire]